# Ziefen
Ziefen é uma comuna da Suíça, no Cantão de Basileia-Campo. Em 2017 possuía 1.569 habitantes. Estende-se por uma área de 7,80 km², de densidade populacional de 200,6 hab/km². Confina com as comunas de Arboldswil, Bubendorf, Büren (SO), Lupsingen, Reigoldswil e Seewen (SO). 
A língua oficial nesta comuna é o Alemão.